# Millennium Dome
Millennium Dome, někdy přímo nazývaný The O2 Arena, je obrovský kupolovitý dóm na Greenwichském poloostrově v oblasti Docklands v londýnském obvodu Tower Hamlets ve východním Londýně. V květnu 2005 byl zveřejněn úmysl společnosti O2 financovat provoz tohoto dómu, následně došlo ke změně názvu celého zábavního centra na O2, jehož součástí je také O2 Arena.

## Charakteristika dómu
Dóm je největší samostatně zastřešenou stavbou světa. Z vnějšku vypadá jako velký bílý kupolovitý stan s dvanácti 95 m vysokými žlutými podpěrnými sloupy. Průměr kruhové stavby je 365 m. Je snadno viditelný na leteckých snímcích Londýna. Tvarem připomíná dóm postavený pro Britský festival roku 1951. Architektem stavby byl Richard Rogers.
Stavbu řídil Buro Happold. Materiál střechy je tkanina ze sklenených vláken potažená teflonem (PTFE). Hmotnost vlastní střechy je menší než hmotnost vzduchu uzavřeného její konstrukcí a ve středu budovy Millennium Dome se střecha vypíná do výšky 50 m. Její plocha je přerušena otvorem, kterým vede ventilace z Blackwallského tunelu.
Projekt, v jehož rámci byl postaven Millenium Dome, zahrnoval i regeneraci Greenwichského poloostrova. Půda zde byla původně kontaminována toxickými kaly z plynárny, která zde působila v letech 1889 až 1985. Vyčištění pozemků mělo vytvořit prostor pro expanzi v jinak přeplněném městě. Projekt vyčištění a rekultivace má pokračovat v dalších málo obydlených oblastech východního Londýna v rozvojové oblasti v okolí Temže, označované Thames Gateway.

## Historie

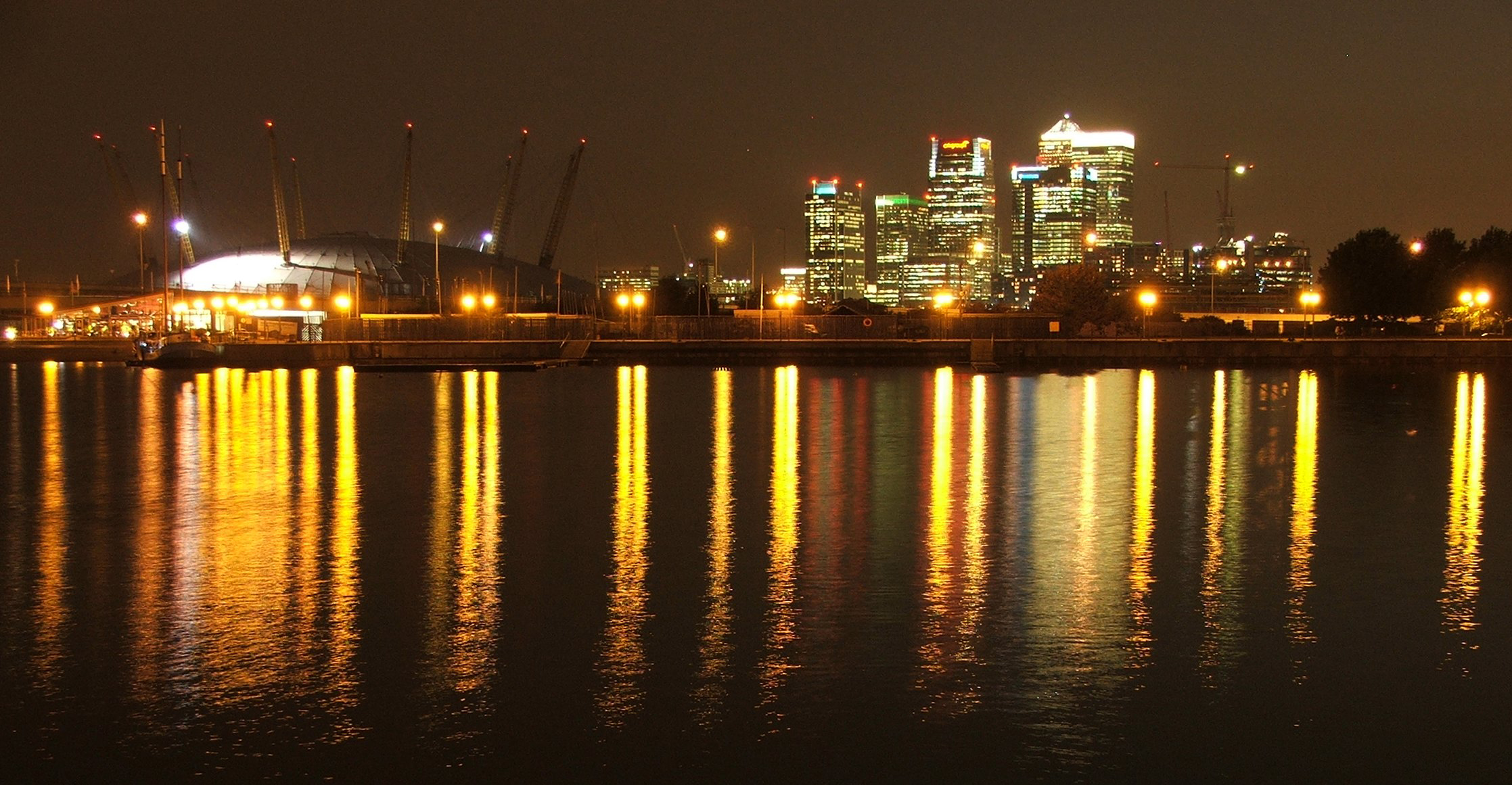
Noční snímek Millennium Dome s finančním centrem Canary Wharf

Původním záměrem konzervativní vlády Johna Mayora byla výstavba haly k oslavě příchodu nového milénia v rozsahu původního dómu postaveného u příležitosti Britského festivalu. Po volbách roku 1997 se k moci dostala labouristická strana vedená Tony Blairem a ta rozhodla o tom, že dóm bude mít výrazně větší rozměry než bylo původně plánováno.
V průběhu roku 2000 byl dóm přístupný veřejnosti a konalo se zde mnoho výstav a jiných přitažlivých akcí. Hlavním problémem provozování dómu bylo vytvoření zajímavých a atraktivních výstav v tak obrovském prostoru. Interiér byl rozdělen do několika zón – tělo, práce, vzdělání, peníze, hry, cesty, podobizna, živý ostrov, řeč, věrnost, dům, odpočinek, mysl a sdílený prostor. Na hlavním pódiu bylo 999krát předváděno akrobatické představení doprovázené hudbou Petera Gabriela. V průběhu roku byl v odděleném kině promítán film vyrobený speciálně pro tuto příležitost.
Projekt byl tiskem často označován jako krach. Organizátoři v průběhu roku 2000 požadovali další finance na provoz dómu. Ke změně nepomohly ani časté personální změny ve vedení. Během prvního roku dóm navštívilo asi 6,5 miliónů návštěvníků, o něco málo více než Britský festival v roce 1951, který se konal od května do září, s počtem 6 miliónů návštěvníků.

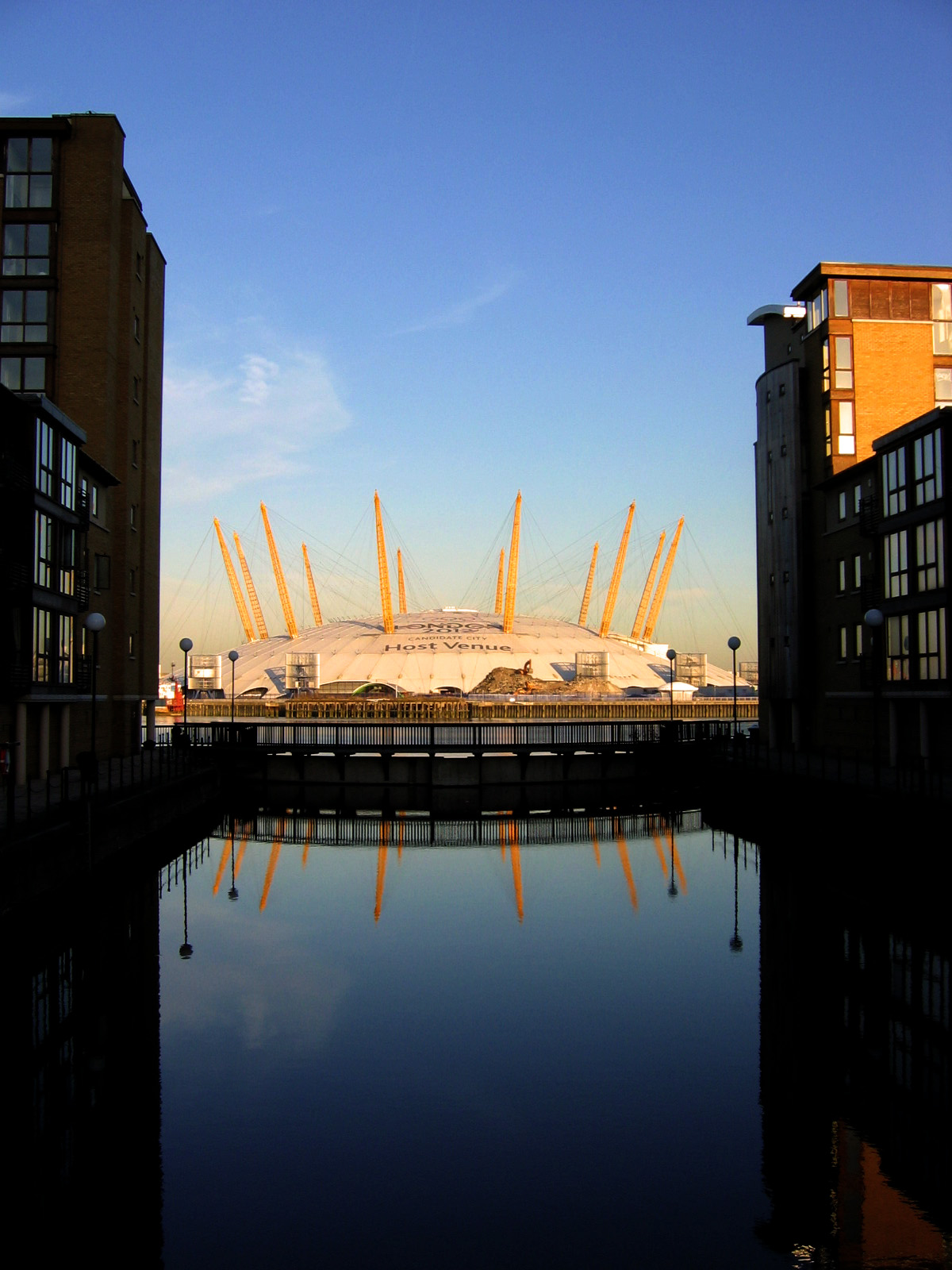
Millennium Dome a Canary Wharf pohled z Royal Victoria Dock.

V období 2001 až 2007 byl dóm běžně uzavřen. V prosinci 2001 se objevily návrhy na výstavbu sportovišť a zábavních center v dómu ale nebyly realizovány. V prosinci 2003 byl dóm krátce otevřen pro Winter Wonderland 2003. V průběhu vánočních svátků byl dóm využit jako útočiště pro bezdomovce. V souvislosti s konáním Letních olympijských her 2012 byl dóm rekonstruován na multifunkční arénu (O2 Arena). V době her byl využit pro soutěže ve sportovní gymnastice a závěrečnou fázi mužského a ženského turnaje v basketbale včetně utkání o medaile.
Dopravní spojení – metro – stanice North Greenwich.

## Stručná historie projektu
- 1994 – John Mayor vytvořil komisi pro stavbu Millenium Dome – Millennium Commission
- leden 1996 – pro stavbu byl vybrán Greenwichský poloostrov, záložními místy byly Birmingham, Derby a Stratford
- prosinec 1996 – vláda rozhodla financovat projekt z veřejných prostředků
- 1997 – Tony Blair rozhodl o pokračování projektu
- květen 1999 – byla zprovozněna nová trasa metra Jubilee Line
- 22. červen 1999 – byla dokončena hrubá stavba dómu
- 31. prosinec 1999 – 1. leden 2000 – slavnostní otevření dómu za účasti významných osobností
- 1. leden 2000 – dóm zpřístupněn pro veřejnost
- 9. listopad 2000 – Národní kontrolní úřad publikuje zprávu o nerealistických odhadech návštěvnosti
- 30. listopad 2000 – titul Miss World 2000 získala v dómu Indka Priyanka Chopra
- 31. prosinec 2000 – dóm byl uzavřen pro veřejnost. Návštěvnost za rok provozu dosáhla něco přes 6 miliónů. Původní odhad počítal s 12 milióny.
- 6. prosinec 2003 – Winter Wonderland 2003
- 2007 – ukončení rekonstrukce dómu, přejmenování na centrum O2 s O2 Arenou